# Triple-L-Trailer Court
Triple-L-Trailer Court est une communauté située dans la province d'Alberta, dans le centre-ouest.